# Nelson-Reisratte
Die Nelson-Reisratte (Oryzomys nelsoni) ist ein ausgestorbenes Nagetier aus der Gattung der Reisratten (Oryzomys). Sie war auf der zu den Marias-Inseln gehörenden Insel María Madre vor der Westküste Mexikos endemisch und ist nur von vier adulten Tieren bekannt, die dort im Mai 1897 von Edward William Nelson und Edward Alphonso Goldman gesammelt wurden.

## Merkmale
Die Nelson-Reisratte gehörte zu den großen Arten der Gattung Oryzomys und hatte einen Schwanz, dessen Länge deutlich größer war als die Kopf-Rumpf-Länge. Die Gesamtlänge der vier bekannten Exemplare beträgt 320 bis 344 mm, die Schwanzlänge 185 bis 191 mm und die Hinterfußlänge 37 bis 39 mm. Die Oberseite war intensiv gelblich rotbraun, die Färbung war auf dem unteren Rücken besonders kräftig und ging auf Kopf, Schultern und unteren Flanken in ein helleres, warmes Beigebraun über. Kopf und Rücken waren durch schwärzliche Haare etwas dunkler. Die Unterseite war weiß, die gelegentlich durchscheinende Unterwolle bleifarben. Die Außen- und Innenseiten der Ohren waren locker mit grauen Härchen bedeckt. Die Schwanzunterseite war basisnah zu einem Drittel oder bis zur Hälfte hellgelb, der übrige Schwanz war dunkel.

## Lebensraum und Lebensweise
Die Nelson-Reisratte kam in feuchten Arealen nahe Quellen und nahe der höchsten Erhebung von Maria Madre in ungefähr 550 m Höhe vor. Der Lebensraum zeichnet sich durch eine üppige krautige Vegetation im Unterwuchs aus. Die Nahrung dürfte aus Samen, Früchten, Gräsern und gelegentlich aus kleinen Fischen und Wirbellosen bestanden haben.

## Aussterben
Bei 1991 durchgeführten intensiven Kleinsäugerfängen an der Typus-Lokalität konnten nur noch Hausratten (Rattus rattus) nachgewiesen werden. Die Nelson-Reisratte wird von der IUCN daher seit 1996 als „Ausgestorben“ („extinct“) eingestuft. Ursache für das Verschwinden der Art ist vermutlich die Verdrängung durch die eingeschleppte Hausratte.